# Martín Romuáldez

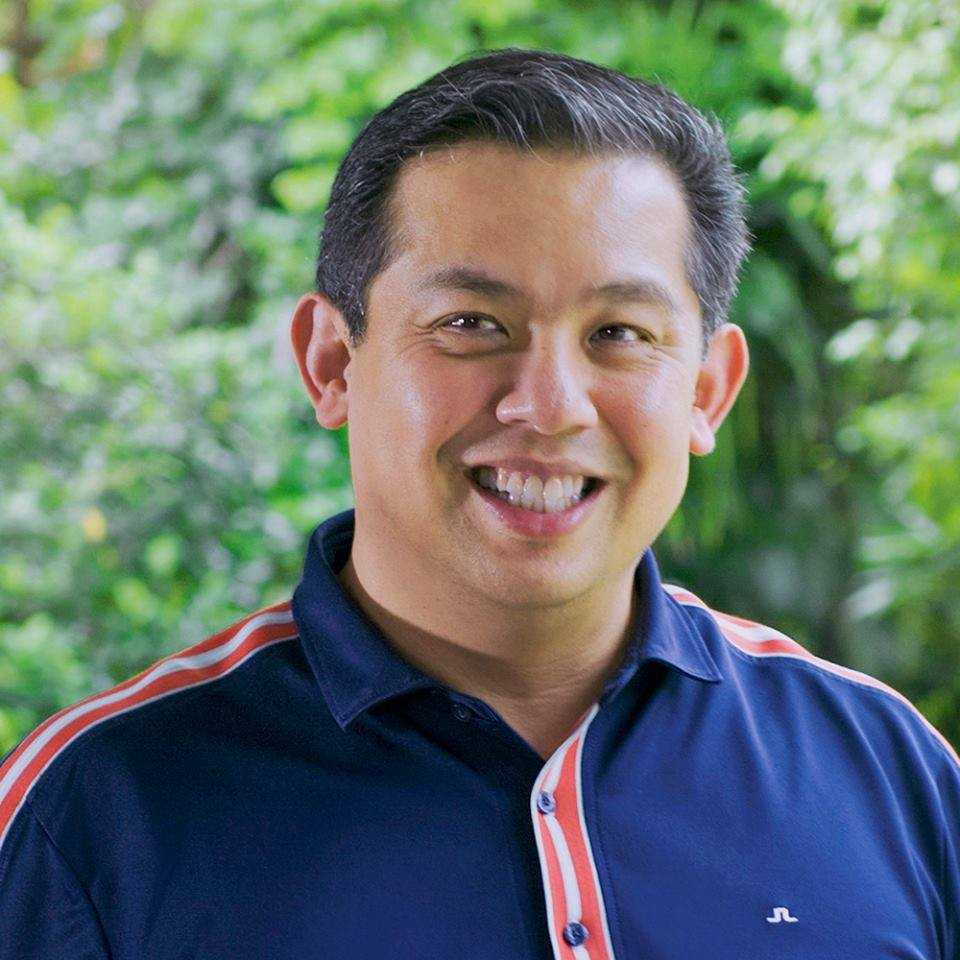
Marín

Ferdinand Martín Romuáldez y Gómez (nacido el 14 de noviembre de 1963) es un empresario, abogado y político filipino que se desempeña como Líder de la Mayoría de la Cámara desde 2019. Al mismo tiempo se desempeña como Representante del Primer Distrito de Leyte, cargo que ocupó anteriormente desde 2007 a 2016. Se postuló sin éxito para senador en las elecciones de 2016. Romualdez es propietario de las empresas de periódicos Manila Standard y Journal Group of Publications. También es el presidente nacional de Lakas Kampi CMD. 
Es el sobrino de Imelda Marcos y primo de Bongbong Marcos y Imee Marcos.